# Ergoiena
Ergoiena (spanisch Ergoyena) ist eine Gemeinde (Municipio) in Navarra in Spanien mit 382 Einwohnern (Stand: 2024). Die Gemeinde besteht aus den Ortschaften Lizzaraga, Torrano (Dorrao) und Unanua. Der Verwaltungssitz befindet sich in Lizzaraga.

## Geografie
Ergoiena liegt etwa 35 Kilometer westnordwestlich von Pamplona (Iruña) in einer Höhe von ca. 610 m in der baskischsprachigen Zone Navarras. 

## Bevölkerungsentwicklung
| Jahr        | 1900 | 1950 | 1970 | 1981 | 1991 | 2001 | 2011 | 2021 |
| ----------- | ---- | ---- | ---- | ---- | ---- | ---- | ---- | ---- |
| Einwohner   | 1179 | 1084 | 755  | 570  | 520  | 461  | 422  | 366  |
| Quelle: INE |      |      |      |      |      |      |      |      |

## Sehenswürdigkeiten

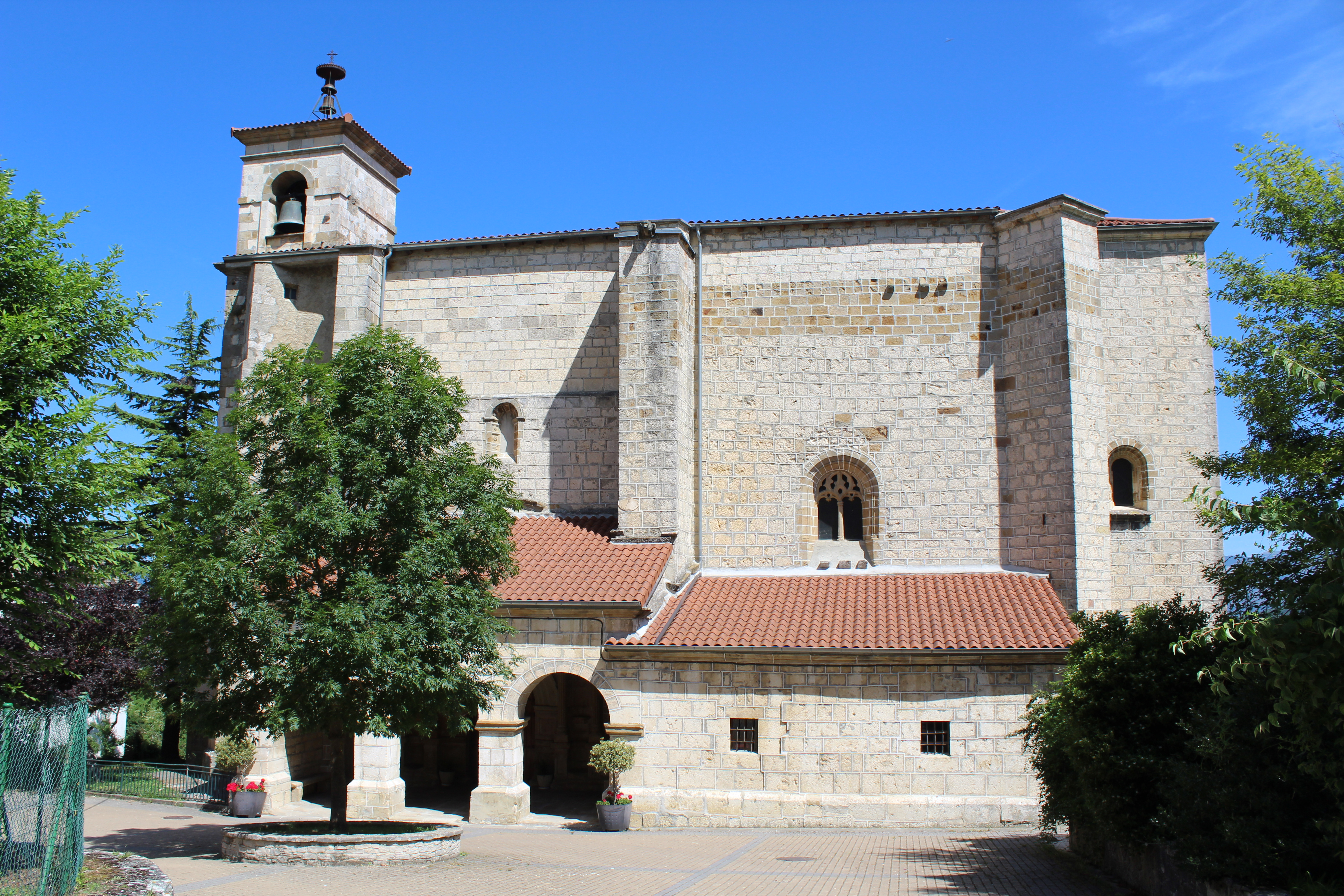
Clemenskirche
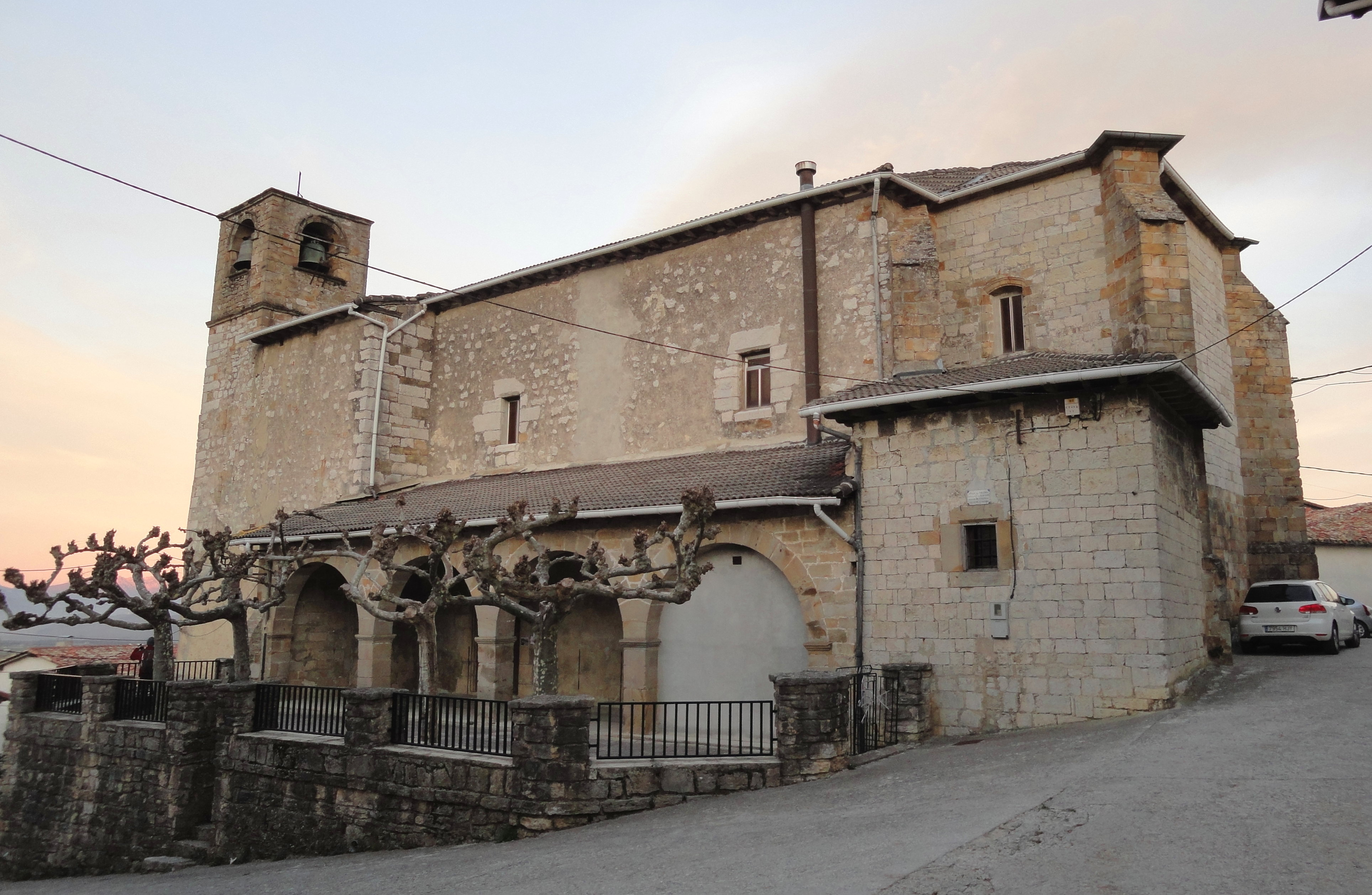
Peterskirche

- Peterskirche in Unanua
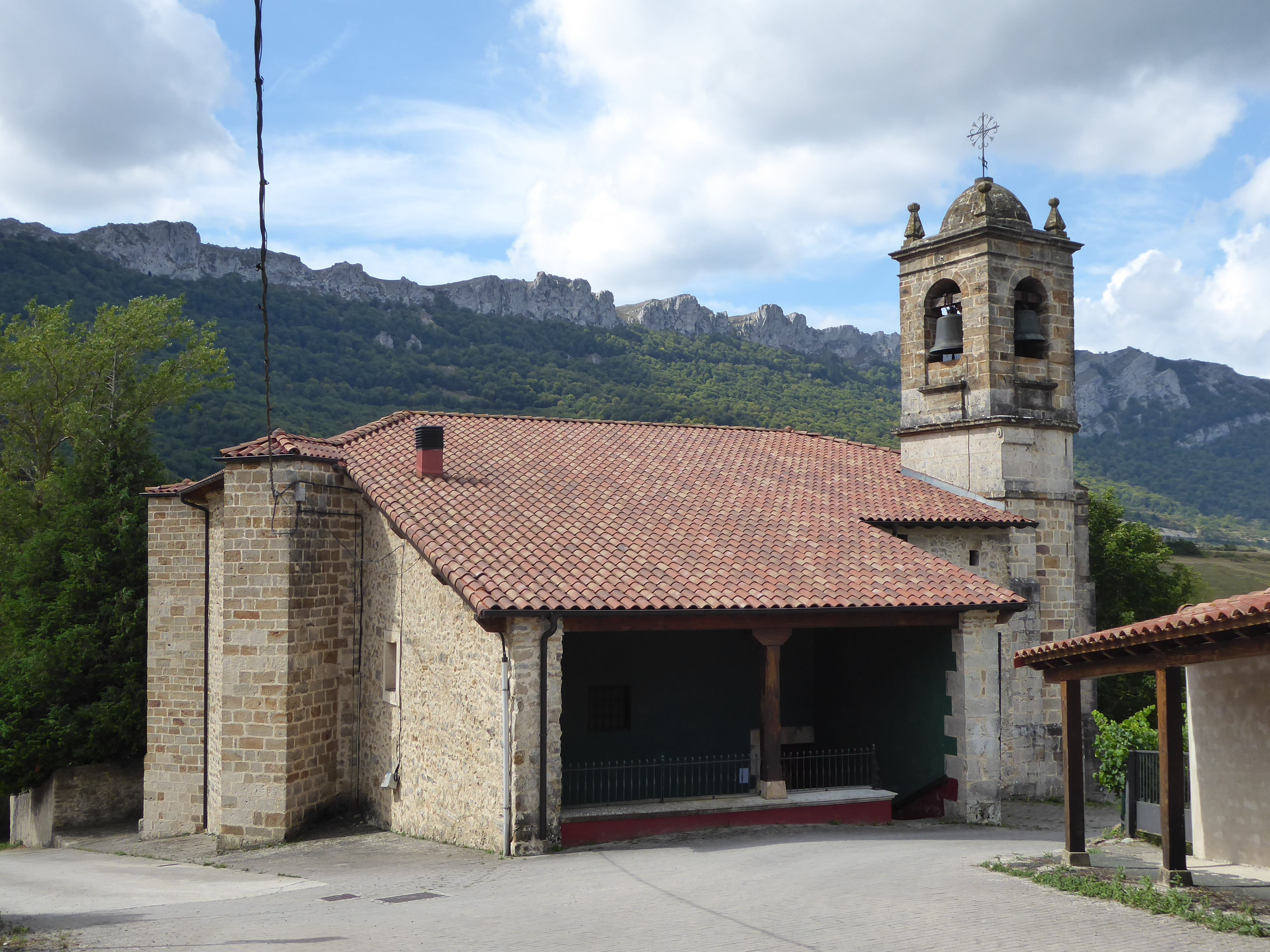
Kirche von Torrano
- Johanniskapelle

- Clemenskirche
- Peterskirche
- Kirche von Torrano